# Neuss
Neuss é uma cidade da Alemanha, capital do distrito de Neuss, região administrativa de Düsseldorf, estado da Renânia do Norte-Vestfália.
Era conhecida na Roma Antiga como Novésio (em latim: Novaesium).

## Cidades-irmãs
- Châlons-en-Champagne, França (desde 1972)
- Pskov, Rússia (desde 1990)
- Rijeka, Croácia (desde 1990)
- Saint Paul, Estados Unidos (desde 1999)